# Tamaskan

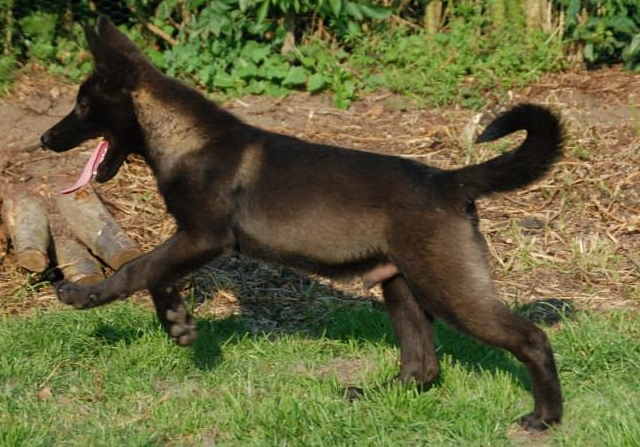
Tamaskan

Il Tamaskan è una razza non riconosciuta dalla FCI proveniente dalla Finlandia con lo scopo di creare un cane che assomigli il più possibile ad un lupo, senza avere alcun apporto recente di sangue da lupi selvaggi. La razza è stata creata incrociando Siberian Husky, Alaskan Malamute e Pastore Tedesco. Gli esemplari sono alti dai 60 ai 70 cm e pesano dai 25 ai 40 kg. 
Non vi è dubbio che i creatori della razza siano riusciti nel loro intento. Il Tamaskan è principalmente inteso come cane da compagnia, ma può anche essere utilizzato come cane da slitta. È dotato di buon olfatto e può anche essere impiegato come cane da soccorso per la protezione civile.
Il Tamaskan è di natura tollerante, obbediente e socievole. Inoltre è piuttosto agile e intelligente.